# Obradni centar
Obradni centar čini nadogradnju numerički upravljanog CNC stroja u pogledu automatske izmjene alata, pribora i obradaka. Obrada složenih geometrijskih oblika (rotacijskih, prizmatičnih) obavlja se u jednom stezanju različitim operacijama: tokarenja, glodanja, bušenja, upuštanja, razvrtanja, urezivanja i narezivanja navoja kao i brušenja. Obradni centri svojim izgledom podsjećaju na glodalice, ali ih mogućnostima nadmašuju: 
- imaju kraći vremensko razdoblje proizvodnje;
- smanjeno je glavno vrijeme i pomoćna vremena;
- ostvaruju uštede u pogledu specijalnih alata za obradu složenih kontura;
- viša je točnost i kvaliteta strojne obrade;
- manji je udio ljudskoga rada u obradi;
- imaju veću učinkovitost - smanjuju se troškovi.

Nedostatci obradnih centara jesu: 
- visoka početna ulaganja;
- potrebna dodatno školovanje kadrova na svim razinama;
- potrebna kvalitetna pripreme rada;
- visoki troškovi ako nastupi kvar stroja.

## Podjela
Obradne se centre s obzirom na vrstu osnovne obrade može podijeliti na: 
- tokarski obradni centar (osnosimetrični obradci: tokarenje, glodanje, bušenje i brušenje);
- obradni centar za glodanje (prizmatični obradci: glodanje, bušenje, tokarenje i brušenje);
- brusni obradni centar (brušenje složenih brusnih površina).

Prema položaju glavnog vretena dijele se na vodoravne i okomite, a prema broju radnih vretena na jednovretene, dvovretene i viševretene.

## Sustav smještaja i izmjene alata
Jedan od zahtjeva koji mora biti zadovoljen kako bi se postigao visok stupanj automatizacije CNC stroja jest i postojanje odgovarajućeg sustava smještaja i izmjene alata na tome stroju. Najstarija rješenja bila su u obliku revolverske glave koja je i danas najčešći način smještaja alata na tokarilici (opasnost od sudara ili kolizije ograničava broj alata u revolverskoj glavi). Glodalice i obradni centri koriste veći broj alata pa tu prevladavaju spremišta alata ili magazini:
- disk nosača alata (od 12 do 36 alata);
- prstenasti nosač alata (od 36 do 60 alata);
- lančani nosač alata (od 60 do 80 alata);
- kasetni (više od 80 alata);
- regalni nosač alata (do 180 alata).

Pri korištenju vrlo velikog broja alata postoji mogućnost montaže više nosača alata na CNC stroj.
Sustav skladištenja alata bez sustava izmjene alata nema svrhe tako da ta dva sustava čine neraskidivu cjelinu - sustav smještaja i izmjene alata. Općenito izmjena alata, to jest povrat korištenog alata u spremište i preuzimanje novog alata te njegovo pozicioniranje u radnom vretenu može se obaviti pomoću manipulatora (takozvana robotska ruka). Osnovni zahtjev koji manipulator treba ispuniti jest da priprema alata za novu operaciju ne narušava proces obrade, to jest potpuna priprema alata treba se zbivati za vrijeme strojne obrade kako bi se smanjilo ukupno vrijeme obrade.

## Sustav izmjene i prijenosa obradaka
Da bi se smanjilo pomoćno vrijeme potrebno za postavljanje i stezanje pripremka na radni stol, primjenjuje se sustav automatske izmjene obradaka ili paletni sustav. On omogućuje pripremu sljedećeg obratka dok traje obrada na stroju. Primjena paleta prikladna je za sve oblike obradaka. Paletni sustav se sastoji od palete kvadratnoga, pravokutnog ili kružnog oblika, uređaja za izmjenu paleta, držaća paleta na stroju, prijenosnih (transportnih) kolica i spremišta paleta.